# Nguyễn Văn Lý (nhà Nguyễn)
Nguyễn Văn Lý (chữ Hán: 阮文理; 1795-1868), húy Dưỡng, thường được gọi là "Cụ Nghè Đông Tác", tự Tuần Phủ, hiệu Chí Đình, Chí Am, Chí Hiên, biệt hiệu Đông Khê, là một danh sĩ, một nhà thơ, đồng thời là một nhà văn hóa và giáo dục lớn của Thăng Long thời nhà Nguyễn. Ông đỗ Đệ tam giáp tiến sĩ xuất thân (ông Nghè) vào khoa thi năm Nhâm Thìn (1832).

## Quê hương và dòng họ

### Quê hương
Nguyễn Văn Lý sinh ngày 6 tháng 3 năm Ất Mão (24 tháng 4 năm 1795) tức năm Cảnh Thịnh thứ 3 tại phường Đông Tác, Trung Tự (nay thuộc phường Kim Liên và Trung Tự, Quận Đống Đa - Hà Nội). Quê hương ông vốn là một trong 36 phường của kinh đô Thăng Long thời nhà Lê. Sang thời Nguyễn, được đổi thành thôn Trung Tự thuộc phường Đông Tác, tổng Tả Nghiêm (sau thành tổng Kim Liên), huyện Thọ Xương, phủ Hoài Đức (từ năm 1831 trở đi là tỉnh Hà Nội).

### Dòng họ
Dòng họ Nguyễn ở phường Đông Tác là một trong những dòng họ lâu đời nhất ở kinh thành Thăng Long xưa. Theo gia phả còn lưu giữ được cho đến ngày nay, những người đầu tiên của dòng họ này đã đến định cư tại kinh thành Thăng Long từ thế kỉ 15. Đây cũng là dòng họ đã sản sinh ra nhiều danh nhân như Nguyễn Hy Quang (1634 - 1692), người đã được Chúa Trịnh truy tặng hàm Thị lang, gia phong Thượng thư, tước Hiển Quận Công, phong Phúc thần; Nguyễn Trù (1668 - 1738), đỗ Hoàng giáp khoa Đinh Sửu, niên hiệu Chính Hòa, đời Lê Hy Tông (năm 1697) làm Tư nghiệp Quốc Tử Giám và được tặng Công bộ Tả Thị lang, tước Xương Phái hầu; Đặc tiến Phụ Quốc Thượng tướng quân Nguyễn Hữu Dụng (1661-1729)...
Cha của Nguyễn Văn Lý là Nguyễn Hữu Vọng (1762 - 1818), đỗ sinh đồ thời Lê, được phong tước Lương Vũ Bá nhưng không ra làm quan với nhà Tây Sơn.
Nguyễn Văn Lý là hậu duệ đời thứ 11 của dòng họ Nguyễn Đông Tác. Đến đời của ông, Thăng Long không còn là kinh đô, cho nên, đời sống dân cư về mọi mặt không còn hưng vượng như trước nữa. Ông thừa nhận: "Họ ta nghèo, thôn ta ở giữa thành thị, không có đất để cày cấy lại không có nghề nghiệp ổn định, rất đáng phải lo nghĩ".

## Sự nghiệp khoa cử

### Con đường học hành nhiều trắc trở
Theo sách "Đại Nam Liệt truyện", Nguyễn Văn Lý "từ nhỏ đã để chí vào việc học hành". Năm 14 tuổi (1808), ông theo học cụ Bùi Chỉ Trai, em Tham tụng triều Lê Bùi Huy Bích. Đến năm 18 tuổi (1812), ông theo học Bạch Trai Lê Hoàng Đạo, Tiến sĩ, Đốc học Hà Nội. Việc học hành đang thuận lợi thì vào năm 1817, mẹ Nguyễn Văn Lý bị bệnh nặng. Ông cùng em trai phải "đêm đêm [...] kê chiếc giường nhỏ bên cạnh để cùng chăm sóc, nghe ngóng bệnh tình của mẹ". Tháng 2 năm sau (Mậu Dần 1818) thì bà mất. Chôn cất mẹ xong, mới được vài tháng thì cha đổ bệnh, đến tháng 6 cũng qua đời. Trong "Tự truyện", ông kể: "Chỉ trong vòng có một năm mà gia đình có đến hai biến cố lớn, gia sản tổ tiên để lại có 4 mẫu ruộng bạc điền đã bán hết để lo việc tang". Để có tiền trang trải, Nguyễn Văn Lý đi dạy học và việc học hành thi cử của ông cũng bị chậm lại. 

### Thành danh
Năm 1822, ông thi Hương chỉ trúng Nhị trường. Sau đó, ông tìm theo học Tiến sĩ Lập Trai Phạm Quý Thích, Đốc học Cao Huy Diệu, Tri huyện Tiên Minh Nguyễn Trừng. Nhưng đối với Nguyễn Văn Lý, người thầy có ảnh hưởng đến ông lớn nhất là Lập Trai Phạm Quý Thích.
Được sự khuyến khích, dắt dẫn của thầy Phạm Lập Trai, tại khoa thi Hương năm Ất Dậu (1825), 31 tuổi, Nguyễn Văn Lý đỗ cử nhân hạng ưu. cùng khoa này còn có Nguyễn Văn Siêu, Vũ Tông Phan...
Sau khi hỏng thi Hội hai lần vào các khoa Bính Tuất (1826), Kỷ Sửu (1829), tới khoa Nhâm Thìn (1832) ông đỗ Đệ tam giáp tiến sĩ xuất thân (ông Nghè).

## Làm quan với nhà Nguyễn
Năm 1833, Nguyễn Văn Lý được bổ nhiệm Tri phủ Thuận An (nay là vùng Thuận Thành, Bắc Ninh). Tháng 10 (ÂL) năm năm đó, phủ Thuận An xảy ra việc tù phạm phá ngục, dù ông đi việc quan vắng vẫn bị triều đình giáng 1 cấp. Khoảng 8 tháng sau, ông được triệu về kinh làm Viên Ngoại lang, rồi Lang trung Bộ Lại. Đến mùa hè năm 1838, nhân dịp đang bị ốm, ông xin nghỉ giả hạn về quê.
Tháng 5 năm 1838, ông tham dự lễ khánh thành văn chỉ Thọ Xương. Ông chính là tác giả bài ký ghi trên bia đền thờ các tiên hiền huyện Thọ Xương. Về mục đích xây dựng văn chỉ, ông khẳng định: "Trên thì noi theo phong độ và ý chí của tiên hiền, dưới thì kắc huyến khích thế hệ mai sau trau dồi tiến tới. Trong phạm vi hẹp thì trở thành các vị quân tử trong làng, các vị thầy trong xã. Mở rộng ra sẽ là tôn chúa giúp dân". Tấm bia này hiện nay ở tại ngõ 222 phố Bạch Mai - Hà Nội.
Năm 1840, ông được bổ làm Đốc học Bắc Ninh trong 7 tháng. Đầu năm 1841, Nguyễn Văn Lý được cử làm Án sát tỉnh Phú Yên đồng Hộ lý tuần phủ quan phòng. Tháng 8, ông được cử làm Chánh chủ khảo trường thi Gia Định. Trong thời gian ở Phú Yên, có 2 lần ông bị giáng chức. Lần thứ nhất vì việc dâng xoài chậm, bộ Lễ tham hạch, bộ Lại nghị tội là trái với quy định "phạt nhẹ giáng lưu". Năm 1844, một lái buôn ở Phú Yên ăn trộm, vu khống ông nhận hối lộ. Sau khi được học sĩ Vũ Phạm Khải xét, thấy không có việc nhận hối lộ nhưng ông vẫn bị cách chức lưu lại làm các việc phụ dịch.
Trong thời gian làm quan tại Phú Yên, Nguyễn Văn Lý luôn quan tâm đến những việc giúp dân cứu đời và việc học của sĩ tử. Ông dâng sớ xin miễn lính cho 7 người con cháu triều Lê trước; xin tha tội chết cho 10 tù nhân chịu tội tử hình, và mở cho con đường sống là cho khẩn hoang ruộng bỏ hóa, hoãn thuế 3 năm, xin thả các tù phạm người Man cho về quê quán. Người dân đem vàng, bạc hàng trăm lạng tới tạ, nhưng ông không nhận, bảo rằng: "Ta chỉ để ơn lại cho dân ta mà thôi".
Sau 2 năm thử thách, ông được khởi phục làm Hàn lâm Viện Điển bạ (tòng Bát phẩm). Năm 1846, ông làm Hành tẩu ở Nội các.
Năm 54 tuổi (1848), ông cáo bệnh nghỉ giả hạn, mở trường dạy học mang tên Trường Chí Đình. Năm 1854, ông còn tập trung nghiên cứu cả kinh tế và quốc phòng. Ông xin đặt viên Điền sứ để khai khẩn 3 vạn mẫu đất mới bồi ở tỉnh Nam Định và đặt 3 đồn binh để ngăn giặc từ biển vào tỉnh Hải Dương. Vua Tự Đức giao cho bộ Hộ và Quân thứ Hải Dương xem xét thi hành.
Năm ông 62 tuổi, triều đình cử ông làm Giáo thụ Phủ Thường Tín. Ông giữ chức ở đây ba năm, học trò rất đông. Năm 1858, ông được sung chức phúc khảo trường thi Nam Định.
Khi thực dân Pháp bắt đầu nổ súng xâm lược Việt Nam (1858), giống như nhiều nhà Nho chân chính, Nguyễn Văn Lý, mặc dù đã cao tuổi nhưng vẫn dốc lòng vì quốc sự. Mùa đông năm ấy, qua Tổng đốc Hà Ninh Hoàng Văn Thu, Nguyễn Văn Lý đã dâng "mật trần kế sách đánh Tây" lên vua và được Tự Đức châu phê "Đã xem".
Năm 1859, do Tổng đốc Định Tường Nguyễn Phượng Hiên tiến cử, ông lại được thăng chức Hàn lâm Tu soạn, lĩnh chức Đốc học Hưng Yên "để đào tạo nhân tài". Mùa xuân năm 1860, Nguyễn Văn Lý mới đến Học đường nhậm chức. Lúc này học trò của ông đông tới 500 người. Dù chỉ giữ chức học quan, nhưng nghe có việc nghị hòa với Pháp, ông đã cùng các Giáo thụ, Huấn đạo trong hạt mình dâng sớ can ngăn.

## Đóng góp cho sự phát triển văn hoá Thăng Long
Ông cùng với một số sĩ phu Bắc Hà đương thời như Vũ Tông Phan, Nguyễn Văn Siêu, Cao Bá Quát, Lê Duy Trung, Phạm Sĩ Ái… đã gặp nhau trong những nghĩ suy về thời cuộc. Họ mau chóng trở thành những bạn chí thiết cùng chí hướng là giúp dân và gìn giữ truyền thống văn hóa dân tộc cùng vai trò trung tâm văn hóa của Thăng Long. Ngay sau ngày vinh quy, ông đã cùng bạn bè hoàn thành việc lập Văn Hội Thọ Xương nhằm tập hợp đông đảo trí thức của gần hết vùng nội thành để thực hiện điều nói trên. Nguyễn Văn Lý chính là một trong những thành viên hoạt động tích cực nhất. Văn hội dưới sự lãnh đạo của nhóm các ông và cả sau khi các ông qua đời đã gắng sức thực hiện đúng tôn chỉ. Năm 1873, khi Đốc học Hà Nội Lê Đình Diên bị bọn tay chân Pháp hành hung, Văn hội đã lập ngay nghĩa đoàn 300 người đi phản kháng.
Ông đã góp công sức vào việc xây dựng Hội Hướng Thiện ở Hà Nội. Nhưng khi họp đại hội thành lập, ông đã phải trở lại Huế. Dưới sự lãnh đạo của Vũ Tông Phan, sau này là Nguyễn Văn Siêu, hội đã có tác động rộng hơn trong việc khuyến khích giữ vững truyền thống văn hóa dân tộc. Đặc biệt, hội đã tổ chức tôn tạo vùng phía Bắc của Hồ Gươm thành quần thể kiến trúc Ngọc Sơn - một di tích lịch sử - văn hóa giữa Thăng Long.
Ông kiên trì hơn 20 năm để sưu tầm và biên soạn bộ Thế phả dày 418 trang, viết Tự gia yếu ngữ, Đông Tác Nguyễn thị Gia huấn để dạy con cháu. Ông cũng là người hiệu đính, bổ sung và đề tựa cho bộ sách có giá trị là Bắc Thành chí lược do Lê Chất khởi xướng (1845). Trong lời tựa, có câu: "ông Lê Chất chỉ là tướng võ mà chí nghiệp rộng xa như thế đấy". Trong hoàn cảnh đương thời khi Lê Chất nguyên Tổng trấn Bắc Thành đã cùng với Lê Văn Duyệt bị kết tội rất nặng, mộ bị san phẳng thì có thể đánh giá lòng quả cảm và tâm huyết với việc xây dựng nền văn hóa dân tộc của ông.
Với làng xã, ông giúp củng cố văn hội, văn chỉ, khuyến khích việc học và tìm cách giúp đỡ dân nghèo.
Với việc mở trường Chí Đình, ông đã góp phần đào tạo nhiều danh sĩ cho Thăng Long như Tiến sĩ Nguyễn Trọng Hợp, Tiến sĩ Hoàng Tướng Hiệp, ông Cử Vũ Thạch Nguyễn Huy Đức... Ông được xem là một trong những người thầy nổi tiếng thời đó ở Hà Nội.
Nguyễn Văn Lý mất ngày 17 tháng 8 năm Mậu Thìn (1868) tại ngôi nhà ở phố Hàng Bồ, thọ 74. Trưởng môn Nguyễn Trọng Hợp cùng các môn sinh dựng nhà thờ thầy tại làng Trung Tự (nay thuộc tổ 23B, phường Phương Liên, quận Đống Đa, Hà Nội). Thi hài ông phải quàn tại nhà hàng tháng để mọi người các nơi tới viếng.

## Trước tác
Nguyễn Văn Lý đã để lại nhiều trước tác như Đông Khê thi tập (3 tập - ký hiệu A. 1873, VHv.2374,A.2439 - Viện Hán Nôm), Đông Khê văn tập (ký hiệu VHv. 2375- Viện Hán Nôm), Chí Am Đông Khê thi tập (ký hiệu A.391 - Viện Hán Nôm), Chí Hiên thi thảo (ký hiệu A.390 - Viện Hán Nôm, Thọ Xương Đông Tác Nguyễn thị tông phả (Ký hiệu A.1331 - Viện Hán Nôm), Đông Tác Nguyễn thị gia huấn (ký hiệu A.673 - Viện Hán Nôm)...
Trong các tác phẩm của mình, Nguyễn Văn Lý có một nét tư tưởng khá tân tiến ngay từ đầu những năm 1830 như trong bài "Qua vùng lăng miếu nhà Lê" ở Bố Vệ Thanh Hóa:
Thiên đạo hữu hưng hoàn hữu phế
Cổ lai năng cửu bất năng cường
Lam Sơn giai khí quy thiên cổ
Điểu thử vô tình ngữ tịch dương
Dịch thơ:
Đạo lớn có hưng thì có phế,
Nước không mạnh mãi, dẫu dài lâu.
Lam Sơn phong khí thành thiên cổ,
Nháo nhác dơi bay rộn bóng chiều.

## Đánh giá
Sách Đại Nam liệt truyện chính biên' (nhị tập, tập 4, Nhà xuất bản Thuận Hoá, Huế 1993, trang 144) do Quốc sử quán triều Nguyễn soạn nhận xét: "Văn Lý việc học rất ngay thẳng, trọng đạo lại trung thực và thơ văn chuộng về ý cách, nên Nội các là Hà Quyền cùng Đô ngự sử là Phan Bá Đạt thường giao tiến lên vua".
Về sự nghiệp giáo dục của ông, Đại Nam liệt truyện khẳng định: "Ông trước sau làm việc giảng học 20 năm có lẻ, người tới học thành tựu cũng nhiều".
Nói về các trước tác thơ văn của ông, thi sĩ nổi tiếng Tùng Thiện Vương ca ngợi: "Đãi cát mới thấy vàng, đẽo đá mới được ngọc, đó là con người đã suy xét đến cùng cực nên thơ văn mới hay đẹp như thế".
Còn nhà thơ Cao Bá Quát ví chí khí của Nguyễn Văn Lý như "chim hồng hộc" vượt hẳn lên lũ hoàng điểu tầm thường:
Đông Tác Tuần Phủ tịch thượng ẩm
Cố nhân hữu tửu mạc trù tướng,
Chước chước nguyện quân ẩm vô lượng.
Quân bất kiến
Hồng hộc cao phi thanh vân thượng,
Huyền hạc độc túc thanh sơn bạng.
Hoàng điểu hoàng điểu qui thực trường,
Do lai bất cảm lưỡng tương kháng.
Cố nhân nỗ lực sự công danh,
Tản nhân qui khứ ngọa giang thành.
Tương khan bôi tửu tối phân minh.
Dịch thơ:
Trên chiếu rượu ở nhà ông Tuần Phủ Đông Tác (Tức Nguyễn Văn Lý)
Chủ sẵn rượu xin đừng ngần ngại!
Hãy rót đi, rót mãi, uống đi anh!
Chẳng thấy ru?
Hồng hộc bay cao tít tận mây xanh,
Hạc đen ngủ một mình trên đỉnh núi.
Lũ hoàng điểu kiếm ăn sớm tối,
Từ xưa nay ai chống đối chi ai?
Cố nhân mải miết việc đời,
Nhàn nhân về khểnh ở nơi giang thành.
Chén khuyên tình đã tỏ tình.
(Bản dịch của Nguyễn Quý Liêm)
Ngày 24/4/1998, cuộc Hội thảo "Tiến sĩ Nguyễn Văn Lý (1795 - 1868) và dòng họ Nguyễn Đông Tác" do Hội Sử học Hà Nội chủ trì đã được tiến hành trọng thể tại Bái đường Văn Miếu - Quốc Tử Giám, Hà Nội. Các tham luận tại Hội thảo đã nêu bật đóng góp to lớn của Tiến sĩ Nguyễn Văn Lý vào sự phát triển của văn hóa và giáo dục Thăng Long thế kỉ 19.